# Conner Mooneyham
Conner Mooneyham (Rocklin, Estados Unidos, 28 de marzo de 1996) es un jugador profesional estadounidense de rugby que se desempeña en la posición de wing derecho en Seattle Seawolves, equipo perteneciente a la liga Major League Rugby.

## Carrera
En 2019, Mooneyham se unió al equipo Life University Running Eagles (2019-2020), después pasó a Austin Gilgronis (2020-2022), luego a Seattle Seawolves, con el cual disputa su cuarta temporada en la Major League Rugby.